# Bogusława Orzechowska
Bogusława Orzechowska z domu Rudnicka (ur. 1 lutego 1957 w Biesalu) – polska lekarka, polityk i samorządowiec, senator IX i X kadencji.

## Życiorys
Ukończyła Liceum Ogólnokształcące im. Jana Bażyńskiego w Ostródzie oraz studia na Akademii Medycznej w Białymstoku. Podjęła praktykę zawodową jako pediatra. Została członkinią Polskiego Towarzystwa Pediatrycznego, Polskiego Towarzystwa Medycyny Sportowej oraz Stowarzyszenia Wspólnota Polska.
Zaangażowała się w działalność polityczną w ramach Prawa i Sprawiedliwości. W kadencji 2010–2014 była radną powiatu ostródzkiego. W wyborach parlamentarnych w 2015 z ramienia PiS została wybrana do Senatu IX kadencji w okręgu wyborczym nr 85, otrzymując 33 857 głosów. W wyborach w 2019 z powodzeniem ubiegała się o senacką reelekcję z wynikiem 51 378 głosów. W 2023 nie została wybrana na kolejną kadencję. W 2024 uzyskała mandat radnej Sejmiku Województwa Warmińsko-Mazurskiego VII kadencji. W tym samym roku z ramienia PiS wystartowała w wyborach do Parlamentu Europejskiego z okręgu nr 3.